# Район Міямае
35°35′21″ пн. ш. 139°34′43″ сх. д. / 35.58917° пн. ш. 139.57861° сх. д.
Райо́н Міяма́е (яп. 宮前区, みやまえく, МФА: [mʲijama.e ku̥], «Прихрамовий район») — район міста Кавасакі префектури Канаґава в Японії. Станом на 1 квітня 2009 площа району становила 18,61 км². Станом на 1 липня 2011 населення району становило 220 152 осіб.